# Didemnum ahu
Didemnum ahu är en sjöpungsart som beskrevs av Monniot 1987. Didemnum ahu ingår i släktet Didemnum och familjen Didemnidae. Inga underarter finns listade i Catalogue of Life.